# میتسوبیشی زینگر
میتسوبیشی زینگر (Mitsubishi Zinger) خودرویی است که از سال ۲۰۰۵ تا کنون تولید شده‌است. است. سیستم جعبه‌دندهٔ آن ۵ دنده به دو صورت خودکار و دستی است.